# Hamerský Špičák
Hamerský Špičák (též Ostrý, dříve německy Hammerspitzberg, 452 m n. m.) je vrch v okrese Česká Lípa Libereckého kraje. Leží asi 1,5 km jjv. od obce Hamr na Jezeře, na stejnojmenném katastrálním území. Je součástí chráněného území, byl kdysi opevněn a využit při těžbě. Zdejší území bylo desítky let součástí vojenského výcvikového prostoru Ralsko.

## Geomorfologické zařazení
Geomorfologicky vrch náleží do celku Ralská pahorkatina, podcelku Zákupská pahorkatina, okrsku Kotelská vrchovina, podokrsku Děvínská pahorkatina a Jelenovršské části.

## Ochrana území a okolí
Hamerský Špičák je součástí přírodní památky Děvín a Ostrý, zahrnující i přiléhající vrchy na společné vulkanické žíle: cca 400 metrů severovýchodně ležící Děvín (436 metrů) se zříceninou hradu a cca 500 metrů jjihozápadně ležící Schachtstein (372 metrů). Navíc asi 600 metrů jihovýchodně se nachází pískovcová stolová hora Široký kámen (430 metrů).

## Opevnění
Historický vývoj a vlastnické vztahy jsou shodné se sousedním kopcem a hradem Děvín. V roce 1934 (ale i dalších letech) byl proveden archeologický průzkum kopce, který potvrdil písemné zprávy ze starších pramenů o existenci opevnění z 14.–15. století, předpolí hradu Děvín. Na vrcholu stálo podsklepené stavení (4 × 4 metry), zaniklé při požáru.

## Přístup pro turisty
Nejbližší turistická stezka vede na Děvín, je červeně vyznačená a vede od severozápadu z obce Hamr na Jezeře. Původní přístupová cesta na Špičák zanikla při těžbě limonitu.

## Obnova dolu Schachtstein
V září 2013 převzal do své správy starou štolu Schachtstein Hornicko-historický spolek pod Ralskem se záměrem ji obnovit a zpřístupnit za určitých podmínek veřejnosti.